# 赛克立明

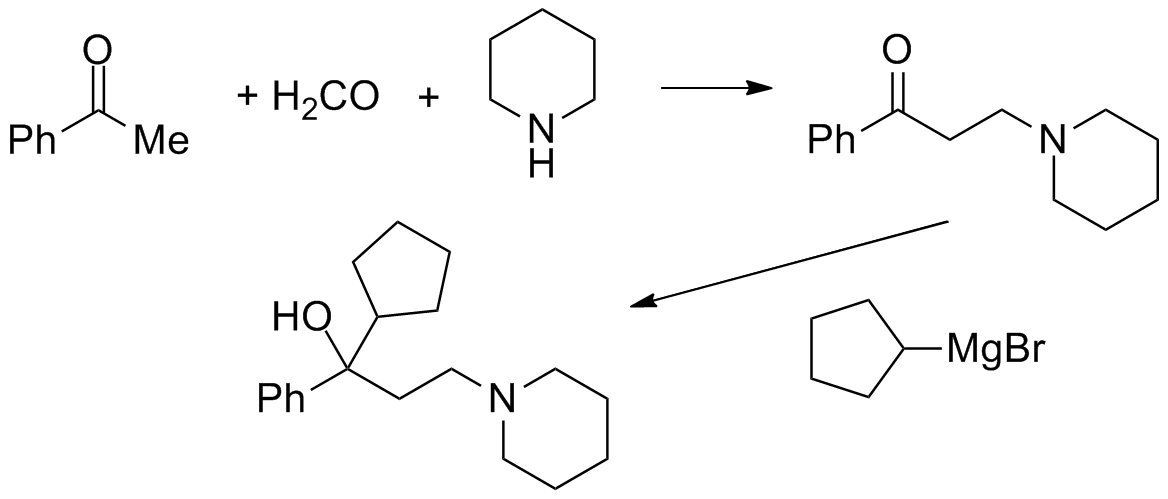
赛克立明的合成方式

赛克立明（商品名：Pagitane）是一种含氮有机化合物，分子式C19H29NO，可作为抗膽鹼劑，降低乙酰胆碱水平以治疗帕金森氏病。